# Georgi Nikolajewitsch Munblit
Georgi Nikolajewitsch Munblit (russisch Георгий Николаевич Мунблит; wiss. Transliteration Georgij Nikolaevič Munblit; geboren am 11. August 1904 in Zürich; gestorben 1994) war ein sowjetischer Schriftsteller, Drehbuchautor und Literaturkritiker.

## Leben
Georgi Munblit wurde in Zürich in der Schweiz geboren. Wann und warum seine Eltern nach Russland gingen, ist unbekannt. Seine Jugend verbrachte er in Tiflis, wo auch seine literarischen Aktivitäten begannen. Sein Studium an der Historisch-Ethnologischen Abteilung der Literarischen Fakultät der Moskauer Staatlichen Universität (MSU) schloss er 1929 ab. Er veröffentlichte seit 1925. Während des Krieges arbeitete er als Journalist und Publizist. Munblit arbeitete mit Ilf, J. Petrow, Bagrizki, Schklowski und Soschtschenko zusammen. Jewgeni Petrow (1903–1942) schrieb nach dem Tod seines Partners Ilf  einige Drehbücher zusammen mit Georgi Munblit. Munblits Lebenserinnerungen erschienen unter dem Titel Geschichten von Schriftstellern (zuerst 1962). Für das Schwarzbuch über den Holocaust und die Verbrechen der Wehrmacht in der Sowjetunion bereitete er einige Schilderungen für den Druck vor.
Literaturkritische Artikel schrieb er über I. E. Babel, B. A. Pilnjak, W. A. Kawerin, W. S. Grossman, I. Ilf  und J. Petrow, L. M. Leonow und andere. Sammlungen von Kurzgeschichten und Essays erschienen unter den Titeln Dewjaty kwartal ("Neuntes Quartal", 1958) und Simni den ("Wintertag", 1964).
Georgi Munblit starb 1994. Er ist in Moskau begraben.

## Werke (Auswahl)
Prosa
- Rasskasy o pissateljach / Рассказы о писателях /  Rasskazy o pisateljach "Geschichten von Schriftstellern" (1962)
- Dewjaty kwartal  / Девятый квартал (Neuntes Quartal) (1958)
- Simni den / Зимний день (Wintertag) (1964)

Filmographie
- Gorisont / Горизонт / Gorizont „Horizont“ (1932, mit L.W. Kuleschow und W.B. Schklowski)

- Musykalnaja istorija / Музыкальная история / Muzykal'naja istorija Film-Skript "Eine musikalische Geschichte" (1940, Co-Autor von Jewgeni Petrow)

- Bespokoiny tschelowek / Беспокойный человек /  Bespokojnyj čelovek "Ein unruhiger Mensch" (1940, Co-Autor von Jewgeni Petrow)

- Anton Iwanowitsch serditsja / Антон Иванович сердится / Anton Ivanovič serditsja "Anton Iwanowitsch ärgert sich" (1941, Co-Autor von Jewgeni Petrow)

- Poloschenije objasywajet / Положение обязывает /  Položenie objazyvaet (Co-Autor mit A. Galitsch)

- Kenterwilskoje priwidenije / Кентервильское привидение / Kentervil'skoe prividenie "Das Gespenst von Canterville" (1970) - Zeichentrickfilm. (kinopoisk.ru)